# Slattefors
Slattefors är en herrgård i  Landeryds socken i Östergötlands län, söder om Linköping vid Stångån och Kinda kanal. 
Platsens tidigaste namn var Forsa, men när ätten Slatte övertog gården på 1500-talet ändrades namnet. Sedan 1823 ägs Slattefors ägor av Sturefors Egendom AB. Huvudbyggnaden och herrgårdsparken avstyckades och friköptes 1979. Ladugården och logen brann ned 1988. Den enda ekonomibyggnaden som fortfarande (2006) står kvar på ladugårdsplanen är ett vagnslider som är mycket förfallet. Magasinet flyttades 2006 in i herrgårdsparken för att renoveras och bevaras. Här finns även Slattefors sluss och ett kraftverk uppfört 1960. Tidigare fanns här en kvarn i forsen och en liten smedja.